# Бирилёв, Николай Алексеевич
Никола́й Алексе́евич Бирилёв (Бирюлев; 9 [21] декабря 1829, Калязинский уезд, Тверская губерния — 24 мая [5 июня] 1882, Санкт-Петербург) — российский контр-адмирал. Старший брат морского министра Алексея Бирилёва.

## Биография
Николай Бирилёв родился 9 декабря 1829 года в сельце Гари Калязинского уезда Тверской губернии. Воспитывался в семье с братьями Алексеем и Михаилом (15.09.1831—13.11.1885), которые в будущем стали морскими офицерами.
На службе с 1845 года. В 1847 году окончил Морской кадетский корпус. Далее переведён на Черноморский флот. В 1848-1850 годах на фрегате «Кагул», корабле «Селафаил» и пароходе «Боец» крейсировал в Чёрном море. 
Накануне Крымской войны на корвете «Пилад» крейсировал у восточного побережья Чёрного моря (1852 год) и охотником в береговом отряде участвовал в перестрелках с горцами. 19 апреля 1853 года произведен лейтенанты. В кампанию 1853 года в должности флаг-офицера на кораблях «Ягудиил», «Великий князь Константин» и «Двенадцать Апостолов» крейсировал в Чёрном море. На пароходе «Крым» участвовал в Синопском сражении и за отличное присутствие духа и точное исполнение распоряжений награжден орденом Св. Анны III степени с бантом и назначен адъютантом 1-й бригады 4-й флотской дивизии. 
Участвовал в обороне Севастополя (1854—1855) с 9 сентября 1854 года по 5 или 6 мая 1855 года, когда был тяжело ранен картечью в голову. Командир отрядов охотников (добровольцев) в многочисленных вылазках с 3-го бастиона, где он командовал аванпостами в чине лейтенанта. Широко известна вылазка Бирилёва во главе отряда в 750 охотников 11 марта 1855 года, когда ему удалось захватить батареи правой параллели, срыть до основания батарею в 10 орудий, наглухо заклепать восемь пушек. 
Противники были отлично осведомлёны о подробностях окопной жизни другой стороны. Ж. Эрбе пишет в январе 1855: "Говорят, что русские сформировали специальный батальон для производства ночных вылазок численностью в 1000 человек из более рослых и сильных матросов и солдат, которые будут состоять под командою Бирюлева, самого сложения колоссального... ..почти всякую ночь, они производят вылазку со славным батальоном под начальством Бирюлева. Сомневаюсь, чтоб этот батальон мог просуществовать долго, так как при каждой вылазке, он оставляет на пути убитых, раненых или пленных, более того, что теряем мы. Этот батальон выходит из своих казарм, только во время действия, так что люди его всегда отдохнувшие и свежие, с совершенно исправным оружием, между тем, как те, на кого они нападают находится в траншеях 15–18 часов, наполовину окоченелые от холода, в одежде, не дающей свободы движений, с оружием, забитым снежною пылью." 
Бирилев послал свои визитные карточки французским офицерам, которые ему прислали свои, при известии о его ранении. Он уведомил, что его рана на пути к заживлению, но что он боится, что надолго не будет в состоянии явиться на службу. Французы слишком уважали Бирилева для того, чтоб не пожелать ему скорейшего выздоровления. 
23 марта 1855 года был отмечен свитским званием флигель-адъютанта. 
После окончания войны переведён в Балтийский флот и получил назначение в должность старшего офицера линейного корабля «Выборг». 
В июле 1859 года Н. А. Бирилёв, по собственному прошению, назначен командовать отправляющимся на Дальний Восток России в составе 3-го Амурского отряда корветом «Посадник». Совершив полукругосветное путешествие, на нём посетил Сингапур, Батавию, Китай и Японию, участвовал в Цусимском инциденте. В 1863 году вернулся на Балтику и на этом же корвете крейсировал у Курляндских берегов во время напряжённости в Польше. 29 июля 1863 года произведен в капитаны 1-го ранга. 26 августа 1863 года назначен командиром броненосного фрегата «Петропавловск». 
В 1864—1866 годах командовал парусно-паровым фрегатом «Олег». В 1872 году вышел в отставку. Умер 5 июня 1882 года в Петербурге и похоронен на Новодевичьем кладбище в Санкт-Петербурге, рядом с могилами супруги и тестя — поэта Ф. И. Тютчева.

## Семья
Жена — фрейлина Мария Фёдоровна Тютчева (1840—1872), дочь знаменитого поэта Ф. И. Тютчева. Венчание состоялось 5 февраля 1865 года в русской церкви в Ницце.
Единственная дочь Мария родилась 30 января 1866 года. После её ранней смерти Бирилёв впал в тяжёлую депрессию, от которой не смог оправиться до самой смерти.

## Награды и память
За оборону Севастополя награждён орденом Святого Георгия 4-й степени, орденом Святого Владимира 4-й степени с мечами, орденом Святой Анны 2-й степени с мечами и императорской короной. Указ императора от 2 марта 1855 года о представлении Николая Алексеевича к «Георгию»: «В воздаяние за отличное мужество и храбрость, оказанные в ночных вылазках из Севастополя 20 декабря 1854 года и 20 января 1855 года». В 1865 году награжден орденом Св. Владимира III степени.
Остров Бирилёва (Тэгудо) в Японском море назван в его честь.